# Corps Makaria-Guestphalia Würzburg
Das Corps Makaria-Guestphalia Würzburg ist eine pflichtschlagende und farbentragende Studentenverbindung im Kösener Senioren-Convents-Verband (KSCV). Das Corps vereint Studenten und Alumni an sämtlichen Würzburger Hochschulen. Offizielles Stiftungsdatum ist der 7. Dezember 1863.

## Couleur und Wahlspruch
Makaria (1863) führte die Farben blau-gold-rot, Guestphalia (1875) grün-weiß-schwarz. Seit der Fusion 1950 werden beide Farben nebeneinander geführt. Die Corpsburschen tragen die Farben blau-gold-rot auf weißem Grund mit goldener Perkussion. Das Fuchsband ist blau-rot auf weißem Grund mit goldener Perkussion. Dazu wird ein weißer Seidenstürmer getragen.
Der Wahlspruch des Corps lautet Timere nescio! Unita virtus valet!.

## Geschichte

### Gründungszeit
Aus einer pennalen Stammtischgesellschaft ging 1863 die (nichtfarbentragende) schwarze Verbindung Makaria hervor. Nachdem sie 1866 die Farben blau–gold–rot angenommen hatte, wurde der Bund 1868 Landsmannschaft und Gründungsmitglied des Allgemeinen Landsmannschafts-Convents.

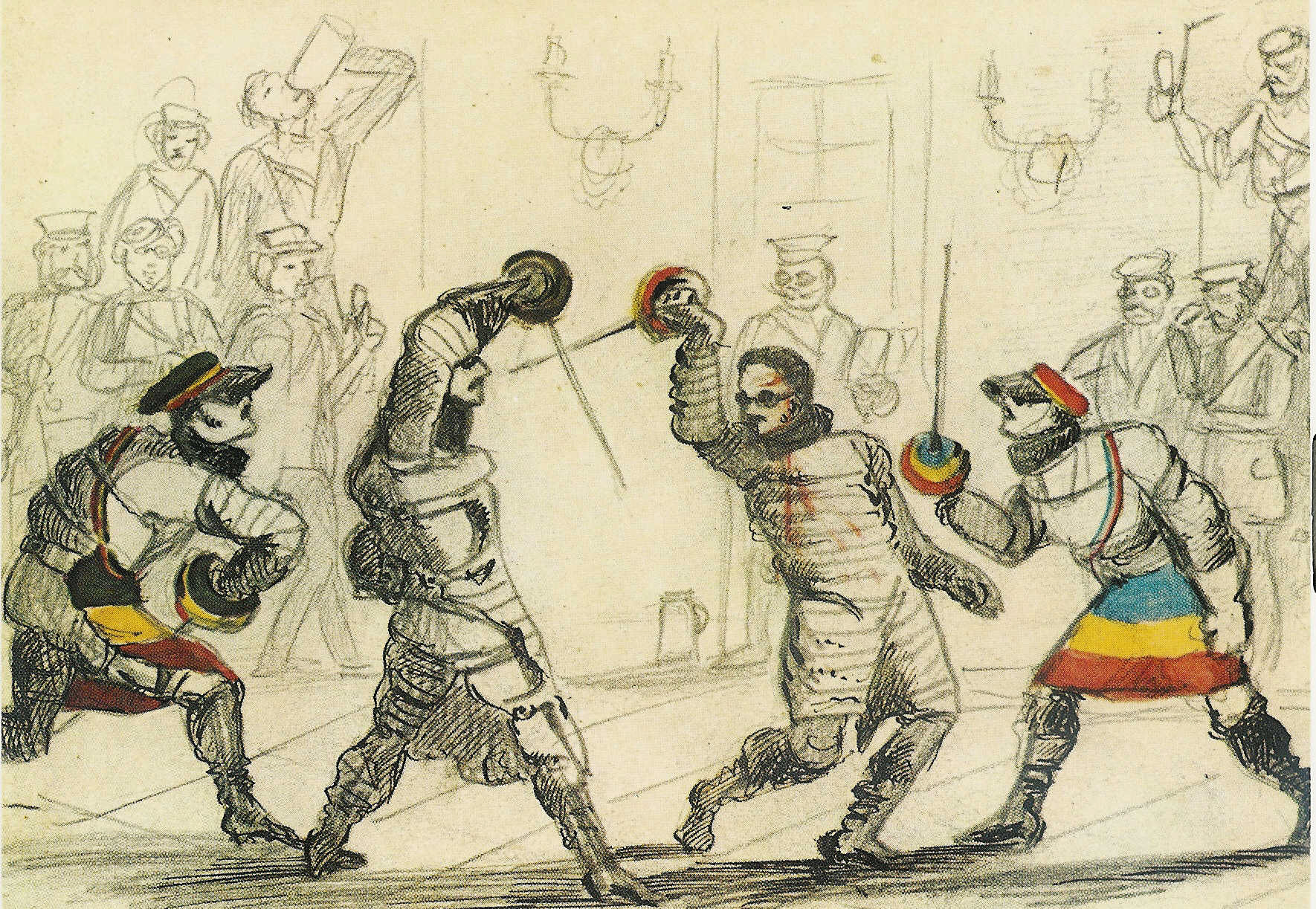
Mensur in Würzburg 1868

1875 trennte sich ein Teil der Mitglieder von Makaria, um Corps zu werden. Nachdem der Senat der Universität (der zur damaligen Zeit großen Einfluss auf alle Aktivitäten der Studenten und damit auch auf die Verbindungen hatte) den Namen Makaria der Landsmannschaft zugesprochen hatte, nannte sich das neu entstandene Corps nun Corps Guestphalia. Im Jahre 1897 wurde ein weiterer Teil der Landsmannschaft Makaria zum Corps. Der andere Teil blieb der Landsmannschaft treu und ging eine Fusion mit der Landsmannschaft Saxonia zur Saxo-Makaria ein, die nach einer weiteren Fusion mit der Turnerschaft Alemannia 1953 zur heutigen Landsmannschaft Alemannia Makaria wurde.

### Die zwei Corps in der Zeit des Nationalsozialismus
1935 lösten sich die Corps (und die meisten anderen Vereine) auf und kamen damit einem Verbot zuvor. Die Suspendierung diente in vielen Fällen auch dazu, Vereinsvermögen und Immobilien vor dem NS-Regime zu retten. Auch Makaria und Guestphalia suspendierten – in der Hoffnung, sich eines Tages wiederzugründen.
Anders als in vielen anderen Studentenverbindungen wurden Traditionen und Treffen im Geheimen fortgeführt. Im Wintersemester 1938/39 unterstützte die Altherrenschaft die Kameradschaft Tilman Riemenschneider mit Sitz auf dem Haus der enteigneten katholischen Verbindung Walhalla. Der Kameradschaftsbetrieb war strikt nach den Vorschriften des NSDStB organisiert. Fünf Kameradschaftsangehörige, die eine Organisation nach corpsstudentischem Vorbild anstrebten, traten schließlich aus und bemühten sich um eine Erneuerung des Corps Guestphalia. Im Sommersemester 1943 fochten sie als Waffenbeleger bei Rhenania die ersten geheimen Mensuren. Am 22. April 1944 wurde das Corps Guestphalia trotz des weiterhin bestehenden Risikos offiziell rekonstituiert.

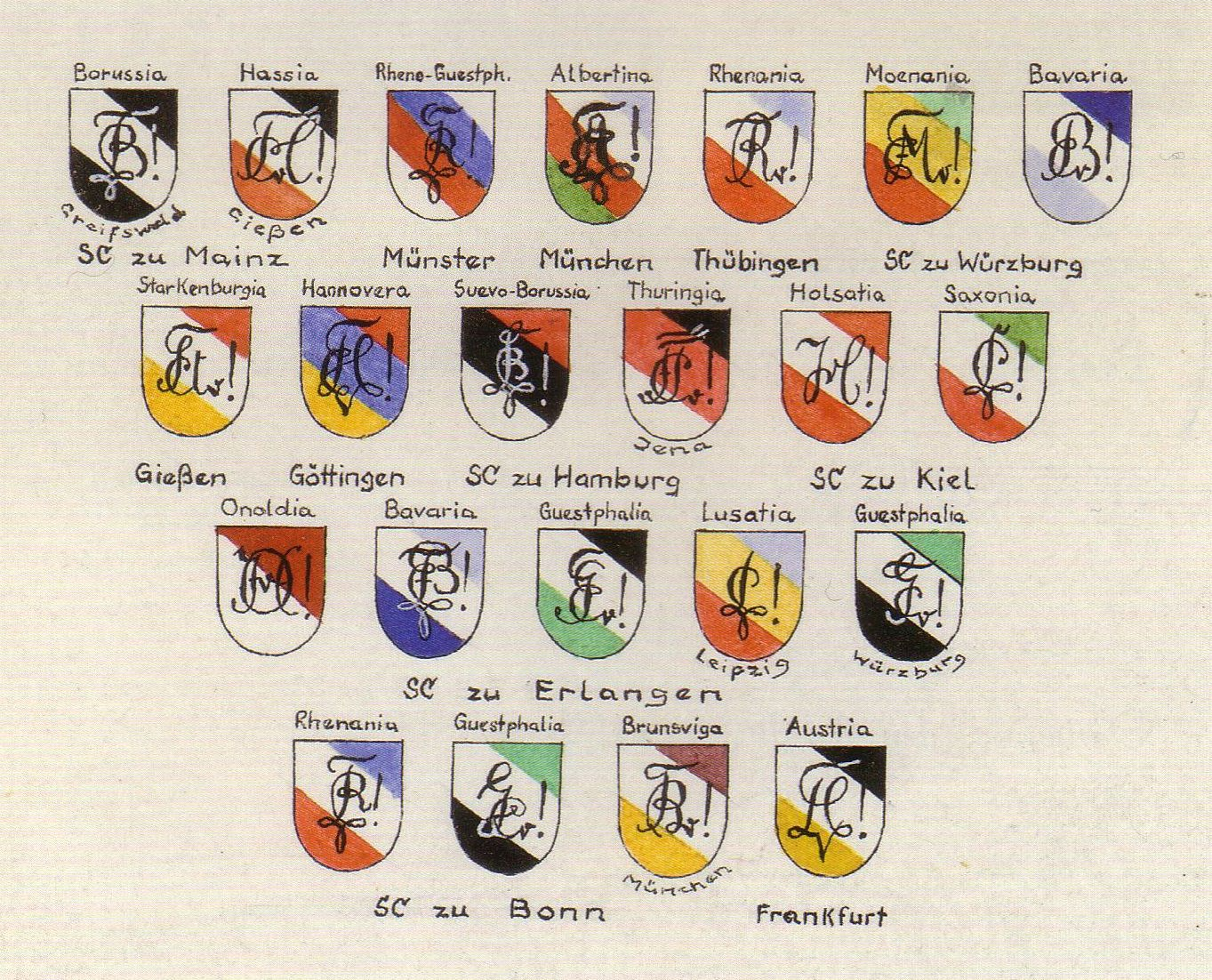
Guestphalia in der IG

### Nachkriegszeit und Fusion
Das Corps Guestphalia Würzburg rekonstituierte am 20. November 1947 in Erlangen und mit der rekonstituierten Leipziger Misnia IV und dem Nürnberger Kriegscorps Franko-Bavaria (sp. Onoldia) entstand Ende November 1947 ein wohl „informeller SC“. Guestphalia Würzburg gehörte im Januar 1950 zu den 22 Corps, die sich in der Interessengemeinschaft zusammenschlossen und die Wiederbegründung des KSCV am 19. Mai 1951 vorbereiteten.

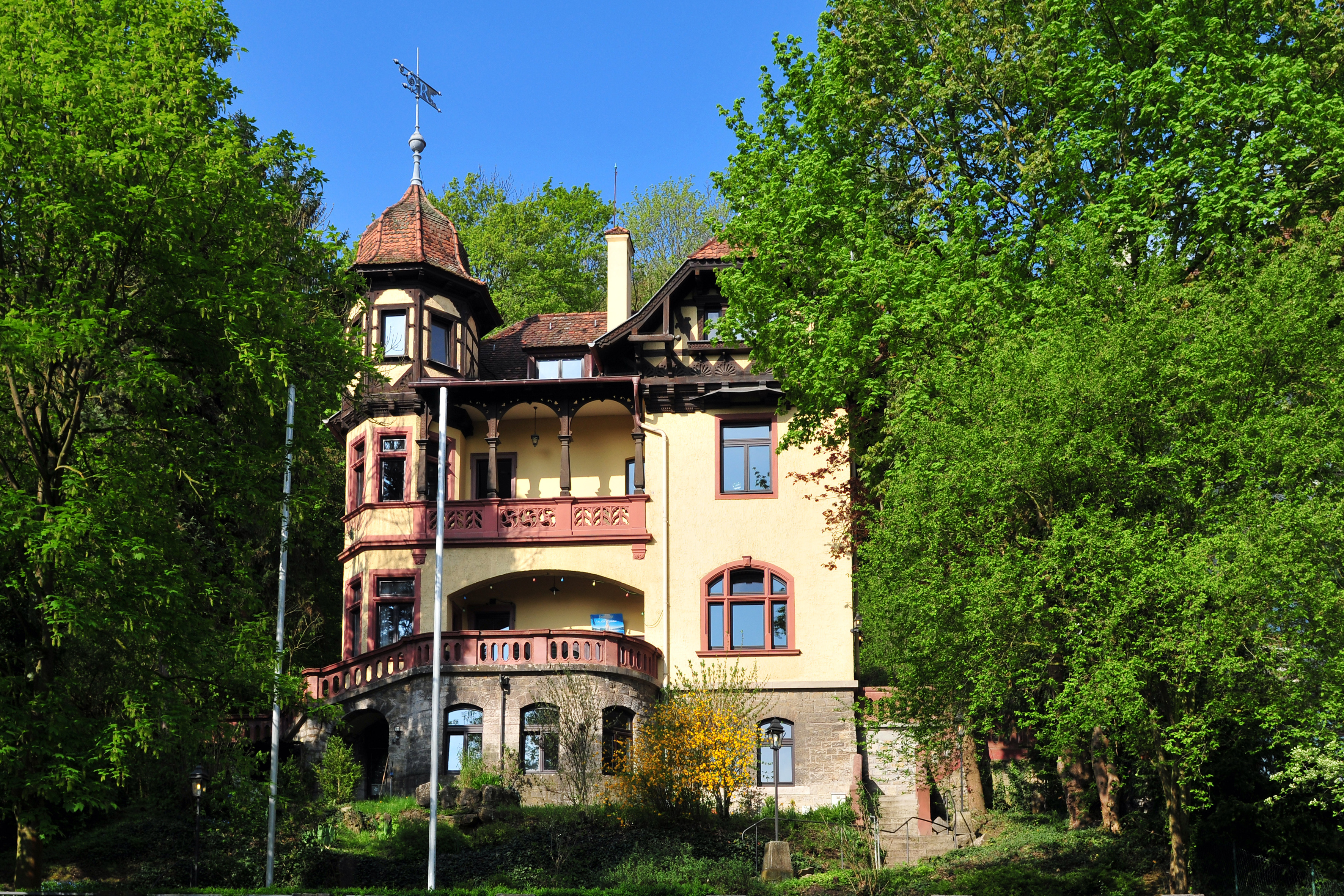
Corpshaus der Makaria-Guestphalia

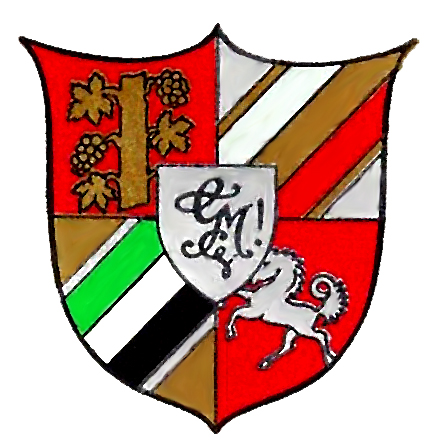
Wappen des Corps Makaria-Guestphalia Würzburg

Guestphalia kehrte nach Würzburg zurück und nach mehreren Versuchen gelang 1950 die Fusion. Das Corps Makaria-Guestphalia entstand. Es fand sein Domizil bis auf weiteres im Martinshof in der Nähe des Doms. Mit dem Wirtschaftswunder kehrte auch im Corps langsam wieder Normalität ein. Sichtbares Indiz dafür war im Jahr 1956 der Erwerb des Corpshauses in der Mergentheimer Straße 46 (Marxburg) von der Erbengemeinschaft des verstorbenen Universitätsprofessors Marx.

### Heute
Die Vororte des KSCV 1984 und 2012 wurden vor allem von Makaria-Guestphalia beschickt.
Das Corps vergibt u. a. den Kurt-Lange-Preis.

## Auswärtige Beziehungen
Makaria-Guestphalia gehört zum Magdeburger Kreis. Darüber hinaus besteht noch aus der Zeit als Landsmannschaft das Goldene Kartell mit dem Corps Budissa-Leipzig zu Passau.

## Persönlichkeiten
In alphabetischer Reihenfolge
- Kurt Apitz (1906–1945), Pathologe in Berlin
- Julius Boecker (1872–1951), Verwaltungsjurist, Hochschullehrer in Königsberg
- Christian Bruhn (1868–1942), Begründer der Westdeutschen Kieferklinik in Düsseldorf
- Karl-August Bushe (1921–1999), Neurochirurg in Göttingen und Würzburg
- Heinrich Colloseus (1872–1950), Chemiker und Industrieller
- Gustav Drehmann (1869–1932), Orthopäde in Breslau
- Moritz Fünfstück (1856–1925), Botaniker, Rektor der TH Stuttgart
- Hermann Jacques Jordan (1877–1943), Zoologe in Utrecht
- Leo Jordan (1874–1940), Romanist
- Hans-Hermann Kocks (* 1945), Hauptgeschäftsführer der Handwerkskammer Trier
- Adolf Klughardt (1886–1950), Zahnmediziner, Hochschullehrer in Jena
- Theodor Kölliker (1852–1937), Professor für Orthopädie in Leipzig
- Christian Lemcke (1850–1894), Professor für HNO in Rostock
- Martin Lutter (1874–1978), Offizier, Gutsbesitzer und Mitglied des Provinziallandtags
- Rudolf Mancke (1900–1968), Internist
- Georg Michaelis (1857–1936), Reichskanzler und preußischer Ministerpräsident
- Andreas Michel (1861–1921), erster Zahnarzt der Universität Würzburg
- Hermann Passow (1865–1919), Baustoffchemiker
- Hans Plesch (1905–1985), SS-Offizier, Polizeipräsident von München, Ritterkreuzträger
- Ferdinand Riedinger (1844–1918), Chirurg, Ordinarius in Würzburg
- Franz Riegel (1843–1904), Mediziner, Ordinarius in Gießen, genannt „Russenminz“
- Franz August Schenk von Stauffenberg (1834–1901), Präsident der Kammer der Abgeordneten (Bayern)
- Julius Winter (1899–1995), Vorstand und Aufsichtsrat der Gothaer Versicherung